# Bye-Bye BoxBoy!
Bye-Bye BoxBoy! (さよなら! ハコボーイ!, Sayonara! Hako Boy! ) est un jeu vidéo de plates-formes et de réflexion développé par HAL Laboratory et édité par Nintendo, sorti en 2017 sur Nintendo 3DS.

## Système de jeu
Le joueur joue en tant que Qbby, une boîte avec des jambes qui peut créer des boîtes de son corps. Le joueur doit résoudre des énigmes en utilisant ces boîtes, qui peuvent rester sur Qbby ou être détachées. S’ils restent attachés à son corps, Qbby peut utiliser les boîtes pour se déplacer en se déplaçant vers la boîte la plus éloignée, détruisant les boîtes dans le processus. Les couronnes sont placées dans chaque niveau et peuvent être collectées pour une récompense supplémentaire.
Bye-Bye BoxBoy! introduit différents types de boîtes, qui apparaissent dans certains niveaux et ont des effets différents selon le type. Le jeu présente également Qbaby, une petite boîte qui doit être escortée jusqu’au but dans certains niveaux. Après avoir battu le jeu, le Monde des Challenges est débloqué, avec des niveaux plus difficiles.

## Accueil
- Canard PC : 8/10[1]